# Arctosa hunanensis
Arctosa hunanensis là một loài nhện trong họ Lycosidae.
Loài này thuộc chi Arctosa. Arctosa hunanensis được Chang-Min Yin, Peng & Y. H. Bao miêu tả năm 1997.